# UPT Sp III Koto Tengah/ Kepenuhan
UPT Sp III Koto Tengah/ Kepenuhan is een bestuurslaag in het regentschap Rokan Hulu van de provincie Riau, Indonesië. UPT Sp III Koto Tengah/ Kepenuhan telt 1574 inwoners (volkstelling 2010).